# Борути (гміна Сипнево)
Борути (пол. Boruty) — село в Польщі, у гміні Сипнево Маковського повіту Мазовецького воєводства.
Населення — 48 осіб (2011).
У 1975-1998 роках село належало до Остроленцького воєводства.

## Демографія
Демографічна структура станом на 31 березня 2011 року:
|          | Загалом | Допрацездатний вік | Працездатний вік | Постпрацездатний вік |
| -------- | ------- | ------------------ | ---------------- | -------------------- |
| Чоловіки | 22      | 6                  | 10               | 6                    |
| Жінки    | 26      | 9                  | 11               | 6                    |
| Разом    | 48      | 15                 | 21               | 12                   |